# Politique dans la Seine-Maritime
Le département français de la Seine-Maritime est un département créé le 4 mars 1790 en application de la loi du 22 décembre 1789, à partir de l'ancienne province de Normandie. Les 708 actuelles communes, dont presque toutes sont regroupées en intercommunalités, sont organisées en 35 cantons permettant d'élire les conseillers départementaux. La représentation dans les instances régionales est quant à elle assurée par 36 conseillers régionaux. Le département est également découpé en 10 circonscriptions législatives, et est représenté au niveau national par dix députés et six sénateurs. 

## Représentation politique et administrative

### Préfets et arrondissements

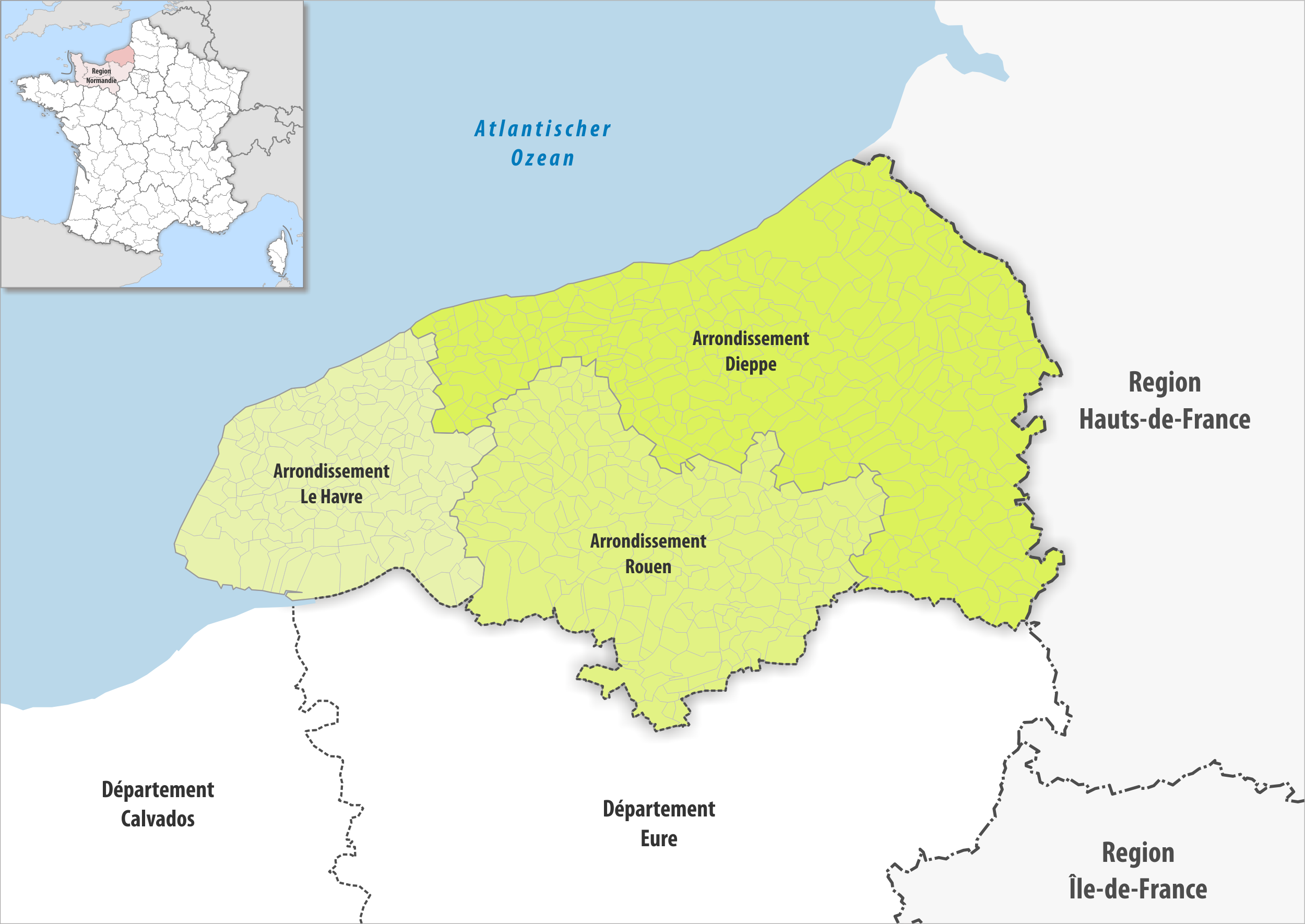
Arrondissements

La préfecture de Seine-Maritime est localisée à Rouen. Le département possède en outre deux sous-préfectures à Dieppe et Le Havre. Jusqu'en 1926, deux sous-préfectures supplémentaires étaient situées à Neufchâtel-en-Bray et Yvetot.

### Députés et circonscriptions législatives

Circonscriptions et affiliations à l'issue des élections de 2024.

| Circ. | Nom                           |  | Parti | Groupe                           | Suppléant               |
| ----- | ----------------------------- |  | ----- | -------------------------------- | ----------------------- |
| 1re   | Florence Hérouin-Léautey      |  | PS    | Socialistes et apparentés        | Nicolas Mayer-Rossignol |
| 2e    | Annie Vidal                   |  | RE    | Ensemble pour la République      | Alban Bourguignon       |
| 3e    | Édouard Bénard                |  | PCF   | Gauche démocrate et républicaine | Hubert Wulfranc         |
| 4e    | Alma Dufour                   |  | LFI   | La France insoumise              | Magalie Adam            |
| 5e    | Gérard Leseul                 |  | PS    | Socialistes et apparentés        | Bastien Coriton         |
| 6e    | Patrice Martin                |  | RN    | Rassemblement national           | Alexis Perrier          |
| 7e    | Agnès Firmin-Le Bodo          |  | HOR   | Horizons et indépendants         | Agnès Carel             |
| 8e    | Jean-Paul Lecoq               |  | PCF   | Gauche démocrate et républicaine | Nathalie Nail           |
| 9e    | Marie-Agnès Poussier-Winsback |  | HOR   | Horizons et indépendants         | David Guérin            |
| 9e    | David Guérin                  |  | DVC   | Horizons et indépendants         | –                       |
| 9e    | Marie-Agnès Poussier-Winsback |  | HOR   | Horizons et indépendants         | David Guérin            |
| 10e   | Robert Le Bourgeois           |  | RN    | Rassemblement national           | Albane Duteurtre        |

### Sénateurs
| Nom                      |  | Parti | Groupe                                         | Autres mandats (passés ou actuels) |
| ------------------------ |  | ----- | ---------------------------------------------- | ---------------------------------- |
| Catherine Morin-Desailly |  | UDI   | Union centriste                                |                                    |
| Agnès Canayer            |  | LR    | Les Républicains                               |                                    |
| Didier Marie             |  | PS    | Socialiste, écologiste et républicain          |                                    |
| Céline Brulin            |  | PCF   | Communiste, républicain, citoyen et écologiste |                                    |
| Pascal Martin            |  | PRV   | Union centriste                                |                                    |
| Patrick Chauvet          |  | LC    | Union centriste                                |                                    |

### Conseillers départementaux

Cantons et affiliations à l'issue des élections de 2021.

| Canton                   | Conseiller Sortant         | Parti | Parti | Conseiller élu             | Parti | Parti |
| ------------------------ | -------------------------- | ----- | ----- | -------------------------- | ----- | ----- |
| Barentin                 | Christophe Bouillon        |       | PS    | Christophe Bouillon        |       | PS    |
| Barentin                 | Pierrette Canu             |       | PS    | Pierrette Canu             |       | PS    |
| Bois-Guillaume           | Nathalie Lecordier         |       | DVD   | Nathalie Lecordier         |       | DVD   |
| Bois-Guillaume           | Pascal Martin              |       | MR    | Pascal Martin              |       | MR    |
| Bolbec                   | Dominique Métot            |       | DVG   | Dominique Métot            |       | DVG   |
| Bolbec                   | Murielle Moutier-Lecerf    |       | DVG   | Murielle Moutier-Lecerf    |       | DVG   |
| Canteleu                 | David Lamiray              |       | PS    | David Lamiray              |       | PS    |
| Canteleu                 | Brigitte Manzanarès        |       | PS    | Brigitte Manzanarès        |       | PS    |
| Caudebec-lès-Elbeuf      | Frédéric Marche            |       | DVG   | Frédéric Marche            |       | DVG   |
| Caudebec-lès-Elbeuf      | Nadia Mezrar               |       | PS    | Nadia Mezrar               |       | PS    |
| Darnétal                 | Marylène Follet            |       | PS    | Laurent Grelaud            |       | DVG   |
| Darnétal                 | Jacques-Antoine Philippe   |       | PS    | Séverine Groult            |       | DVG   |
| Dieppe-1                 | André Gautier              |       | LR    | André Gautier              |       | LR    |
| Dieppe-1                 | Imelda Vandecandelaer      |       | DVD   | Imelda Vandecandelaer      |       | DVD   |
| Dieppe-2                 | Blandine Lefebvre          |       | UDI   | Maryline Fournier          |       | PCF   |
| Dieppe-2                 | Jean-Christophe Lemaire    |       | LR    | Nicolas Langlois           |       | PCF   |
| Elbeuf                   | Jean-Pierre Jaouen         |       | PS    | Julie Lesage               |       | PS    |
| Elbeuf                   | Julie Lesage               |       | PS    | Didier Marie               |       | PS    |
| Eu                       | Marie Le Vern              |       | PS    | Valérie Garraud            |       | DVG   |
| Eu                       | Didier Régnier             |       | PS    | Laurent Jacques            |       | PCF   |
| Fécamp                   | Alain Bazille              |       | DVD   | Alain Bazille              |       | DVD   |
| Fécamp                   | Dominique Tessier          |       | DVD   | Dominique Tessier          |       | DVD   |
| Gournay-en-Bray          | Virginie Lucot-Avril       |       | LR    | Joël Decoudre              |       | LR    |
| Gournay-en-Bray          | Eric Picard                |       | LR    | Virginie Lucot-Avril       |       | LR    |
| Grand-Quevilly           | Tacko Diallo               |       | PS    | Tacko Diallo               |       | PS    |
| Grand-Quevilly           | Nicolas Rouly              |       | PS    | Nicolas Rouly              |       | PS    |
| Le Havre-1               | Christian Duval            |       | LR    | Christian Duval            |       | LR    |
| Le Havre-1               | Florence Thibaudeau Rainot |       | DVD   | Florence Thibaudeau Rainot |       | HOR   |
| Le Havre-2               | Jérôme Dubost              |       | PS    | Jérôme Dubost              |       | PS    |
| Le Havre-2               | Nacéra Vieuble             |       | DVG   | Christiane Morel           |       | PCF   |
| Le Havre-3               | Alban Bruneau              |       | PCF   | Alban Bruneau              |       | PCF   |
| Le Havre-3               | Sophie Hervé               |       | PCF   | Sophie Hervé               |       | PCF   |
| Le Havre-4               | Louisa Couppey             |       | LR    | Louisa Couppey             |       | LR    |
| Le Havre-4               | Sébastien Tasserie         |       | DVD   | Pascal Cramoisan           |       | LR    |
| Le Havre-5               | Agnès Firmin-Le Bodo       |       | Agir  | Agnès Firmin-Le Bodo       |       | HOR   |
| Le Havre-5               | Patrick Teissere           |       | Agir  | Patrick Teissere           |       | HOR   |
| Le Havre-6               | Nicolas Beauché            |       | LR    | Christelle Msica-Guérout   |       | UDI   |
| Le Havre-6               | Christelle Msica Guerout   |       | UDI   | Florent Saint-Martin       |       | DVD   |
| Luneray                  | Chantal Cottereau          |       | UDI   | Chantal Cottereau          |       | UDI   |
| Luneray                  | Martial Hauguel            |       | DVD   | Vincent Renoux             |       | DVD   |
| Mesnil-Esnard            | Hélène Brohy               |       | DVD   | Julien Demazure            |       | DVD   |
| Mesnil-Esnard            | Patrick Chauvet            |       | LC    | Delphine Duramé            |       | DVD   |
| Mont-Saint-Aignan        | Bertrand Bellanger         |       | LREM  | Bertrand Bellanger         |       | LREM  |
| Mont-Saint-Aignan        | Catherine Flavigny         |       | LR    | Catherine Flavigny         |       | LR    |
| Neufchâtel-en-Bray       | Nicolas Bertrand           |       | LR    | Nicolas Bertrand           |       | LR    |
| Neufchâtel-en-Bray       | Yvette Lorand Pasquier     |       | UDI   | Armelle Biloquet           |       | DVD   |
| Notre-Dame-de-Bondeville | Guillaume Coutey           |       | PS    | Guillaume Coutey           |       | PS    |
| Notre-Dame-de-Bondeville | Agnès Largillet            |       | PS    | Agnès Largillet            |       | PS    |
| Octeville-sur-Mer        | Florence Durande           |       | LR    | Florence Durande           |       | LR    |
| Octeville-sur-Mer        | Jean-Louis Rousselin       |       | DVD   | Olivier Roche              |       | DVD   |
| Le Petit-Quevilly        | Pierre Carel               |       | PS    | Pierre Carel               |       | PS    |
| Le Petit-Quevilly        | Charlotte Goujon           |       | PS    | Charlotte Goujon           |       | PS    |
| Port-Jérôme-sur-Seine    | Martine Blondel            |       | PS    | Bastien Coriton            |       | PS    |
| Port-Jérôme-sur-Seine    | Bastien Coriton            |       | PS    | Patricia Renou             |       | DVG   |
| Rouen-1                  | Jean-François Bures        |       | LR    | Marie Fouquet              |       | PS    |
| Rouen-1                  | Marine Caron               |       | UDI   | Valentin Rasse Lambrecq    |       | PS    |
| Rouen-2                  | Christine de Cintré        |       | PS    | Jean-Michel Bérégovoy      |       | EÉLV  |
| Rouen-2                  | Ludovic Delesque           |       | PS    | Florence Hérouin-Léautey   |       | PS    |
| Rouen-3                  | Mamadou Diallo             |       | PS    | Caroline Dutarte           |       | PS    |
| Rouen-3                  | Caroline Dutarte           |       | PS    | Stéphane Martot            |       | EÉLV  |
| Saint-Étienne-du-Rouvray | Stéphane Barré             |       | PCF   | Séverine Botte             |       | PCF   |
| Saint-Étienne-du-Rouvray | Séverine Botte             |       | PCF   | Joachim Moyse              |       | PCF   |
| Saint-Romain-de-Colbosc  | Sophie Allais              |       | LR    | David Guerin               |       | DVC   |
| Saint-Romain-de-Colbosc  | Denis Merville             |       | LR    | Claire Gueroult            |       | UDI   |
| Saint-Valery-en-Caux     | Jean-Louis Chauvensy       |       | LR    | Jérôme Lheureux            |       | UDI   |
| Saint-Valery-en-Caux     | Cécile Sineau-Patry        |       | UDI   | Cécile Sineau-Patry        |       | LR    |
| Sotteville-lès-Rouen     | Catherine Depitre          |       | DVG   | Léa Pawelski               |       | PS    |
| Sotteville-lès-Rouen     | Alexis Ragache             |       | PS    | Alexis Ragache             |       | PS    |
| Yvetot                   | Charlotte Masset           |       | UDI   | Séverine Gest              |       | DVD   |
| Yvetot                   | Alfred Trassy-Paillogues   |       | LR    | Didier Terrier             |       | DVD   |

### Conseillers régionaux
Présidence : Hervé Morin (Eure)
|            | Parti | Siège |
| ---------- | ----- | ----- |
| Majorité   |       |       |
|            | LR    | 10    |
|            | DVD   | 4     |
|            | UDI   | 3     |
|            | LC    | 1     |
| Opposition |       |       |
|            | RN    | 6     |
|            | PS    | 3     |
|            | EÉLV  | 3     |
|            | G·s   | 1     |
|            | GÉ    | 1     |
|            | LREM  | 1     |
|            | TdP   | 1     |
|            | DVD   | 1     |
|            | DVC   | 1     |

### Maires

Carte des 708 communes de Seine-Maritime au 1er janvier 2022.

| Commune                  | Maire                   |  | Parti | Élection | Population |
| ------------------------ | ----------------------- |  | ----- | -------- | ---------- |
| Barentin                 | Christophe Bouillon     |  | DVG   | 2020     | 12 227     |
| Bois-Guillaume           | Théo Perez              |  | SE    | 2020     | 14 497     |
| Bolbec                   | Christophe Doré         |  | SE    | 2020     | 11 618     |
| Canteleu                 | Tom Delahaye            |  | DVG   | 2024     | 14 420     |
| Caudebec-lès-Elbeuf      | Laurent Bonnaterre      |  | HOR   | 2014     | 10 414     |
| Déville-lès-Rouen        | Mirella Deloignon       |  | SE    | 2024     | 10 690     |
| Dieppe                   | Nicolas Langlois        |  | PCF   | 2017     | 28 599     |
| Elbeuf                   | Djoudé Merabet          |  | PS    | 2008     | 15 774     |
| Fécamp                   | David Roussel           |  | LR    | 2022     | 17 961     |
| Le Grand-Quevilly        | Nicolas Rouly           |  | PS    | 2020     | 25 954     |
| Le Havre                 | Édouard Philippe        |  | HOR   | 2020     | 166 462    |
| Maromme                  | David Lamiray           |  | DVG   | 2008     | 11 005     |
| Mont-Saint-Aignan        | Catherine Flavigny      |  | LR    | 2014     | 20 188     |
| Montivilliers            | Jérôme Dubost           |  | PS    | 2020     | 15 671     |
| Oissel                   | Stéphane Barré          |  | PCF   | 2014     | 12 287     |
| Le Petit-Quevilly        | Charlotte Goujon        |  | PS    | 2019     | 21 935     |
| Port-Jérôme-sur-Seine    | Virginie Carolo-Lutrot  |  | DVD   | 2016     | 10 392     |
| Rouen                    | Nicolas Mayer-Rossignol |  | PS    | 2020     | 116 331    |
| Saint-Étienne-du-Rouvray | Joachim Moyse           |  | PCF   | 2017     | 28 653     |
| Sotteville-lès-Rouen     | Alexis Ragache          |  | PS    | 2024     | 29 039     |
| Yvetot                   | Francis Alabert         |  | DVG   | 2022     | 11 548     |